# 전설 비원순 고모음
전설 비원순 고모음(前舌 非圓脣 高母音) 또는 전설 평순 폐모음(前舌 平脣 閉母音)은 홀소리의 하나이다.
- 이 홀소리는 혀의 위치를 닿소리가 되지 않을 정도로 앞으로 해서 발음하는 전설모음이다.
- 이 홀소리는 입술을 둥글게 하지 않고 발음하는 비원순모음이다.
- 이 홀소리는 자음이 되지 않을만큼 혀의 위치를 높게 해서 발음하는 고모음이다.

### 예
| 언어         | 철자     | 발음        | 뜻           |
| 튀르키예어   | ip       | [ip]        | '밧줄'       |
| 아프리칸스어 | dief     | [dif]       | '도둑'       |
| 타갈로그어   | ibon     | [ˈʔibɔn]    | '새'         |
| 프랑스어     | fini     | [fiˈni]     | '마친'       |
| 웨일스어     | es i     | [eːs iː]    | '나는 갔다'  |
| 한국어       | 아이     | [ɐi]        | 아이         |
| 소토어       | ho bitsa | [huˌbit͡sʼɑ̈] | '부르다'     |
| 태국어       | กริช      | [krìt]      | '단검, 단도' |
| 요루바어     | síbí     | [síbí]      | '숟가락'     |